# دلمیرا آگوستینی

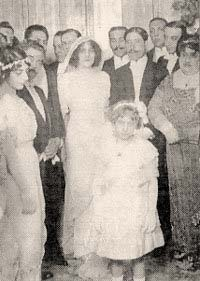
عکس عروسی دلمیرا آگوستینی

دلمیرا آگوستینی (به اسپانیایی: Delmira Agustini) (زاده ۲۴ اکتبر ۱۸۸۶ - درگذشته ۱۶ ژوئیه ۱۹۱۴) شاعر اهل اروگوئه بود.
او معروفترین شاعر اروگوئه‌ای بود که زندگی شاعرانه و رمانتیکی داشت. می‌گویند زیبایی او بقدری خیره‌کننده بود که او را «زهرهٔ دنیای شعر» لقب داده بودند.

## زندگی‌نامه
در ۲۴ اکتبر ۱۸۸۶ در شهر مونته ویدئو پایتخت اروگوئه به دنیا آمد. ده ساله بود که سرودن شعر را آغاز کرد وعلاوه برسرودن شعر، به موزیک و نقاشی هم علاقه خاصی داشت. شعرهای او در مجله لا آلبورادا La Alborada به چاپ می‌رسید. در ۱۴ اگوست سال ۱۹۱۳ با انریکه خوبس رئیس Enrique Jobs Reyes ازدواج کرد اما این ازدواج دوامی نداشت و در ۵ ژوئن ۱۹۱۴ از همسرش جدا شد. دلمیرا بین شاعرانی که زندگی رمانتیکی داشتند معروف‌ترین آنان بوده‌است. می‌گویند زیبایی او بقدری خیره‌کننده بود که او را «زهرهٔ دنیای شعر» لقب داده بودند. او طبعی عاشقانه و آتشین داشت و تا آخر عمرش هم عاشق بود، اما عمر چندانی نکرد. وقتی خبر مرگ او در بین مردم اروگوئه منتشر شد، همه جا او را «قربانی عشق و هوس» نامیدند. دلمیرا آگوستینی در ۱۶ ژوئیه ۱۹۱۴ زمانی که بیش از ۲۸ سال عمر نداشت توسط همسرش سابق به ضرب دو گلوله که به سرش اثابت کرد کشته شد. وی در گورستان مرکزی مونته ویدئو به خاک سپرده شده‌است. این در حالی بود که چند ماهی بیشتر از انتشار چهار مجموعه شعرش نگذشته بود. شعر آمریکای لاتین سخت مدیون دلمیرا آگوستینی است. شعر دلمیرا آگوستینی هنوز برای ایرانی‌ها ناشناخته‌است.

پس از مرگ دلمیرا آگوستینی یکی از نویسندگان آمریکایی در بارهٔ او نوشت :
«شعر دلمیرا زبان حال جاذبهٔ جنسی است. مثل این است که کلمات او، نه از زبان دلمیرا، بلکه از زبان الههٔ هوس بگوش می‌رسد. اصلاً مثل این است که «هوس» با قیافهٔ دلپذیر و وحشی و جذاب خود به‌صورت این کلمات خوش آهنگ درآمده است.»

## نمونه شعر
در کار خدایی‌ام بودم من، بالای سنگ
سرشار از غرور.
از دوردست، بامدادان، چند گلبرگ روشن به من رسیدند
چند بوسه در شب.
بالای سنگ،
چنان دیوانه زنی سرسخت، به کارم چسبیده بودم.
آن‌گاه صدایت،
زنگی مقدس یا نتی آسمانی با لرزه‌های انسانی
کمند طلایی‌اش را انداخت از کناره‌های دهانت
آشیانهٔ شگفت سرگیجه
دو گلبرگ سرخ بسته به مغاک-
کار، رنج شکوه، دردناک و ابلهانه
کالبدی که روح من خود را در آن می‌بافت-
و تو به سر گستاخ سنگ رسیدی
من فروافتادم
بی پایان
در مغاک خونین